# Ophthalmoglipa bilyi
Ophthalmoglipa bilyi is een keversoort uit de familie spartelkevers (Mordellidae). De wetenschappelijke naam van de soort is voor het eerst geldig gepubliceerd in 1998 door Horák.